# اندريا فيلدمان
اندريا فيلدمان (بالإنجليزية: Andrea Feldman)‏ هي ممثلة أمريكية، ولدت في 1 أبريل 1948 بنيويورك في الولايات المتحدة، وتوفيت بنفس المكان في 8 أغسطس 1972.

## وصلات خارجية
- اندريا فيلدمان على موقع IMDb (الإنجليزية)
- اندريا فيلدمان على موقع ألو سيني (الفرنسية)
- اندريا فيلدمان على موقع أول موفي (الإنجليزية)
- اندريا فيلدمان على موقع قاعدة بيانات الأفلام السويدية (السويدية)
- اندريا فيلدمان على موقع قاعدة بيانات الفيلم (الإنجليزية)
- اندريا فيلدمان على موقع كينوبويسك (الروسية)